# Sostenibilidad energética
La sostenibilidad energética, o también llamada sustentabilidad energética es definida por el World Energy Council (WEC), como el equilibrio entre tres dimensiones principales: la seguridad energética, la equidad social, y la mitigación del impacto ambiental. El desarrollo de sistemas de energía estables, accesibles y ambientalmente aceptables desafía soluciones simples. Estos tres objetivos son un "trilema" que requiere de complejas interconexiones entre sectores público y privado, entre gobiernos y entes reguladores, entre la economía, los recursos nacionales disponibles, las normativas legales vigentes, las preocupaciones ambientales y el comportamiento individual y colectivo de las sociedades.

## Seguridad energética.
La seguridad energética se refiere tanto a los países importadores como para los exportadores de energía. Incluye: la gestión eficaz de la oferta de energía primaria, de origen nacional o extranjero; la confiabilidad de la infraestructura de energía; y, la capacidad de las empresas de energía para satisfacer las necesidades actuales y futuras de la sociedad como un todo. Para los países que son exportadores netos de energía, esta cuestión también está relacionada con la capacidad de mantener los ingresos de las ventas en los mercados extranjeros, perspectiva que es controvertida, más aún si no se adapta en ofrecerla desde fuentes renovables o perjudica el derecho de los países en desarrollo a no desaparecer sumergidos por las aguas del mar a causa del cambio climático.

## Equidad y sostenibilidad social
La equidad social se refiere a la accesibilidad y costo razonable de proporcionar energía a la población. La carencia de equidad social en esta materia se ha definido como "pobreza energética". A raíz de la crisis económica de 2008, el concepto de "pobreza energética" se ha incorporado a la agenda política de algunos países europeos, como Reino Unido, Francia, Eslovaquia o Irlanda. El problema del acceso a la energía, endémico en países del Tercer Mundo, se ha extendido también a los del Primer Mundo por las crecientes dificultades económicas de las familias para hacer frente a la tarifa energética. Según la definición establecida en Reino Unido, un hogar en situación de "pobreza energética" es aquel que "necesita gastar más del 10% de sus ingresos en todo tipo de combustibles" para poder caldearlo hasta una temperatura razonable, fijada entre 18 °C y 21 °C.
Por otro lado, el uso del petróleo como combustible puede impedir que generaciones futuras puedan utilizarlo para los plásticos, en vez de como energía, más aún si existe la posibilidad de utilizar energías alternativas. Asimismo, con la energía nuclear, se deja el lastre y el peligro de los residuos nucleares a las generaciones futuras, que tienen una radioactividad que puede durar miles de años.

## Sostenibilidad ambiental
Mitigación del impacto ambiental incluye la obtención de la eficiencia energética en el lado de la oferta y la demanda y el suministro de energía a partir de fuentes renovables y otras fuentes con bajas emisiones de dióxido de carbono y otros gases que acentúan el efecto invernadero y la contaminación del aire, con las enfermedades que esto ocasiona.

## Índices Energéticos y de Sostenibilidad
Existen una serie de indicadores generalmente aceptados para evaluar la sostenibilidad energética de un país o región. Entre otros:

### Índice de Renovabilidad de la Oferta Total de Energía Primaria (IR)
Se define el índice de renovabilidad de la oferta total de energía primaria (IR) como la relación: Oferta de Renovables / Oferta Total de Energía Primaria (OTEP)
Es necesario recordar que la meta, según la propuesta latinoamericana y del Caribe presentada en la Cumbre sobre Desarrollo Sostenible de Johannesburgo, fue  “alcanzar en 2010 el 10% de participación de fuentes renovables en la Oferta de Energía Primaria”. Por lo tanto, un alto índice significa que el país sobrepasa la cuota y cumple así con la propuesta para los países de América Latina en el marco de dicha iniciativa. Según el Informe de la CEPAL del 2003, la Argentina es el único país que con un IR menor al 10%.
Aquellos países que se sitúan dentro de la faja des 10 al 20%, como Chile, Ecuador, México y Venezuela deberían actuar en forma decidida, tanto en términos
de políticas como de promoción de proyectos renovables, si quieren mantener la fracción actual de participación de renovables en la OTEP.

### Índice de renovabilidad per cápita (IRC)
el índice de renovabilidad per cápita (IRC) es la relación entre la oferta de energía primaria de todas las fuentes renovables y la población de un país. Un alto índice significa, en términos cualitativos, que existe un mayor “compromiso” con la sustentabilidad energética, y por tanto, con el origen renovable de la energía ofrecida de parte de cada ciudadano de un país.

### Índice de sostenibilidad residencial (ISR)
El índice de sostenibilidad residencial (ISR) se define como la relación entre el consumo de leña y el consumo de derivados de petróleo o hidrocarburos secundarios (kerosene, diésel, gas licuado de petróleo) del sector residencial. Este parámetro informa sobre la importancia de la leña en el abastecimiento de las necesidades de uso calórico de la energía, principalmente la cocción, calefacción y el calentamiento de agua. Un alto valor del ISR implica que un país es fuertemente dependiente de la leña para satisfacer sus necesidades locales.
Además de este aspecto, un alto índice ISR también tiene matices sociales, por cuanto informa indirectamente sobre el nivel de pobreza de la población, tanto rural como urbanomarginal,  y la falta de acceso a energéticos de mayor calidad, versatilidad y eficiencia.

### Índice de dependencia hidroenergética en la oferta total renovable (IDH)
El índice de dependencia hidroenergética en la oferta total renovable (IDH) de define como la relación entre oferta de hidroenergía y la oferta de energía primaria compuesta por las energías renovables, y da cuenta de la importancia de la hidroenergía dentro de la oferta “renovable” de un país.
Un alto índice significa que la porción de renovabilidad de un país está fuertemente ligada a factores meteorológicos,13 más que tecnológicos.

### Índice de dependencia dendroenergética en la oferta total renovable (IDD)
El índice de dependencia dendroenergética en la oferta total renovable (IDD) relaciona la oferta total de leña con la oferta de energía primaria renovable total. Informa sobre la importancia que la dendroenergía reviste dentro de la oferta renovable de un país. Un alto índice denota que la cuota de renovabilidad de un país está ligada al aprovechamiento intensivo y por tanto no siempre sostenible de los recursos forestales.

### Índice de dominancia petrolera (IDP)
El índice de dominancia petrolera (IDP) es medido por la relación entre la oferta de energía primaria de petróleo y la oferta total de energías renovables en un país. Este índice da cuenta de la importancia que el petróleo tiene dentro de la oferta de energía, en contraste con la disponibilidad y uso de energías renovables.
Un alto índice significa, en términos cualitativos, un mayor dominio del petróleo sobre las renovables, es decir, de la fuentes contaminantes sobre las no contaminantes. De alguna manera el parámetro puede ser considerado como inversamente proporcional a la sostenibilidad del desarrollo energético de un país dado, tomando en consideración la relación entre la importación y la exportación de petróleo.

### Índice de consumo contaminante (ICC)
El índice de consumo contaminante (ICC) mide la relación entre las emisiones totales de CO2 (en miles de toneladas) emitidas a la atmósfera y el consumo final total del país en ese año (en kBEP - miles de Barriles Equivalentes de Petróleo); de esta forma, un alto índice significa que el consumo energético del país es particularmente contaminante.

### Índice de generación eléctrica contaminante (IGC)
El índice de generación eléctrica contaminante (IGC) se define como la relación entre la cantidad de CO2 emitida en el proceso de generación total de electricidad. Si bien constituye una simplificación, indica cuán contaminante es el proceso de producción de cada GWh de electricidad.
En términos cualitativos, un alto índice significa que producir ese GWh de electricidad, más allá del simple costo técnico/operativo de generación,  tiene un elevado costo ambiental para el país, tanto por los efectos locales (contaminación directa e indirecta en la zona de las centrales) como globales (emisión de sustancias que ayudan a aumentar el efecto invernadero).
Es un índice directamente relacionado al "mix" energético del que dispone un país, en particular, al equilibrio del parque de generación hidrotérmica que se utiliza. En los países que no disponen de recursos hidroeléctricos, evidentemente el IGC será mayor.